# Fontaine-Milon
Fontaine-Milon è un ex comune francese di 454 abitanti situato nel dipartimento del Maine e Loira nella regione dei Paesi della Loira. Dal 1º gennaio 2016 è accorpato al nuovo comune di Mazé-Milon. 

## Società

### Evoluzione demografica
Abitanti censiti